# Dēwāštič

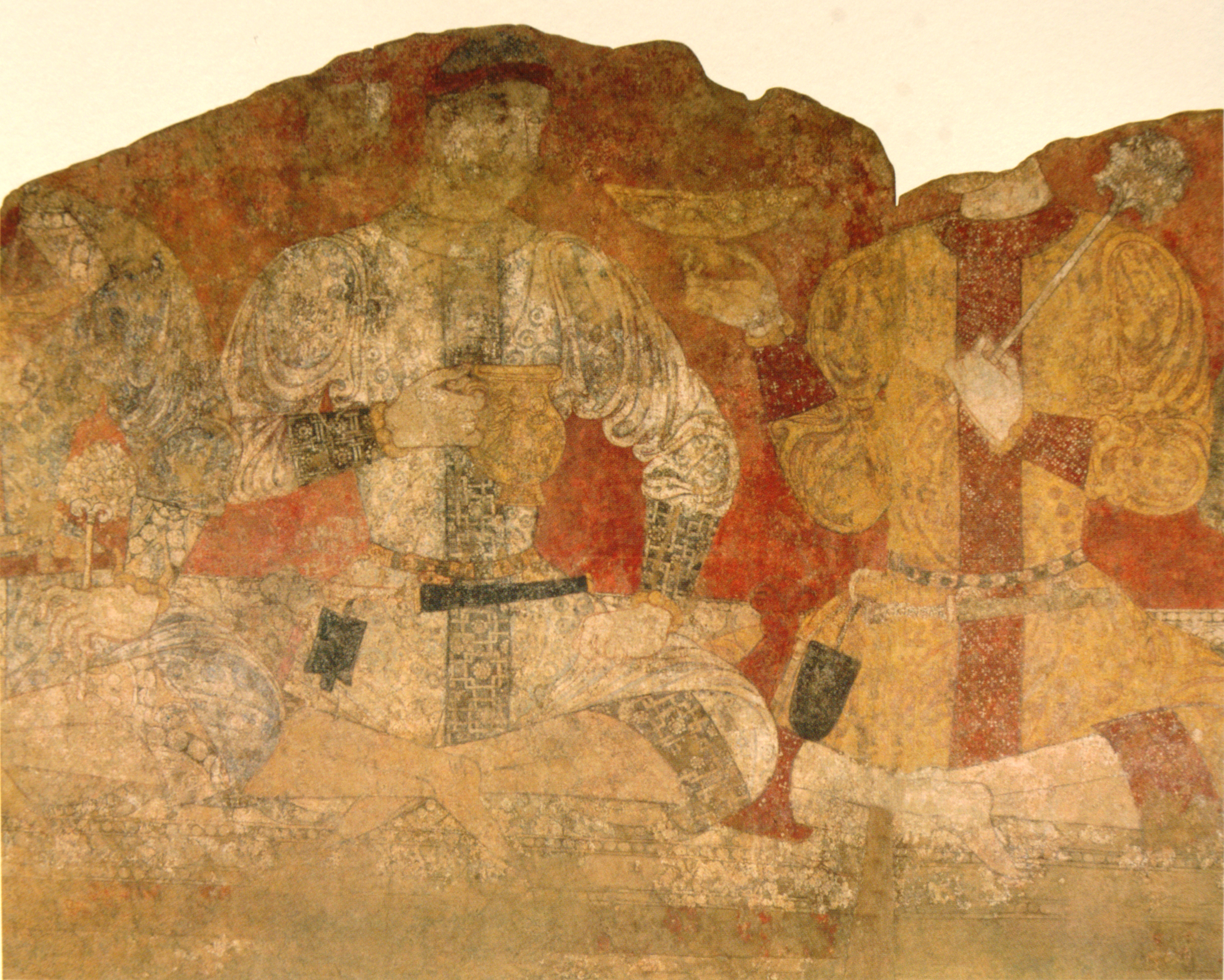
Szene eines Herrenbanketts auf einer Wandmalerei in Pandschakent

Dēwāštič oder Dewas(c)htis(c)h (persisch دیواشتیچ Divaschtitsch, DMG Dīvāštīč; † 722) war ein sogdischer Herrscher im frühen 8. Jahrhundert. Er herrschte in Pandschakent von ca. 706 bis zu seinem Tod im Jahr 722.
Wichtige Informationen zu seiner Person vermitteln die 1933 beim Berg Mugh östlich von Samarkand gefundenen Dokumente. Diese sind insofern einzigartig, als sie über Ereignisse in Sogdien aus der Perspektive der Sogdier selbst informieren und nicht aus der der Araber, die im frühen 8. Jahrhundert in Sogdien einfielen (siehe islamische Expansion).
Die dort gefundenen Dokumente stammen unter anderem aus dem Archiv des Dēwāštič. Dēwāštič selbst nannte sich „König von Sughd (Sogdien) und Herr von Samarkand“, wie das Archivmaterial vom Berg Mugh belegt, wenngleich in Samarkand seit den 710er Jahren ein gewisser Ghurak herrschte. Offenbar hatte sich Dēwāštič gegen Ghurak positioniert und erhob konkurrierend Machtansprüche auf die wohlhabende Handelsstadt.
Als die Araber zu Beginn des 8. Jahrhunderts in Sogdien einfielen, unterwarfen sich Dēwāštič und Ghurak zumindest formal. Dēwāštič soll auch zum Islam übergetreten sein, doch bestanden andere religiöse Kulte weiterhin fort. Bereits zuvor hatte er die Kinder Tarkhuns, des von Ghurak gestürzten Herrschers von Samarkand, bei sich aufgenommen. In diesem Zusammenhang scheint Dēwāštič auch seinen formalen Herrschaftsanspruch auf Samarkand geltend gemacht zu haben, wobei die Araber diesen anscheinend nicht bestritten haben. Zumindest ab diesem Zeitpunkt konkurrierten Dēwāštič, der weiterhin in Kontakt mit lokalen türkischen Herrschern der Region stand, und Ghurak miteinander.
Im Jahr 719 bat Ghurak um Unterstützung gegen die Araber am chinesischen Kaiserhof der Tang-Dynastie, während sich Dēwāštič noch abwartend verhielt. Als es jedoch 722 in Sogdien zu einem Aufstand gegen die arabische Fremdherrschaft kam, schloss sich dem auch Dēwāštič an. Die damit zusammenhängenden Ereignisse sind beim perso-arabischen Geschichtsschreiber Tabari überliefert. Demzufolge entsandte der lokale arabische Gouverneur eine Strafexpedition nach Pandschakent, um den Aufstand dort zu ersticken. Dēwāštič floh mit einigen Anhängern zum Berg Mugh, während sich eine kleinere sogdische Streitmacht den Arabern entgegenstellte, aber rasch besiegt wurde. Dēwāštič musste sich kurz darauf ergeben, wobei die Araber die Sogdier massakrierten und nur Personen am Leben ließen, die dafür bezahlen konnten. Dēwāštič selbst wurde zunächst am Leben gelassen, bald darauf aber (wie Tabari schildert) durch Kreuzigung hingerichtet.
In der Stadt Pandschakent kam es zu größeren Zerstörungen; unter anderem wurde der Stadtpalast von den Arabern zerstört, dessen teils erhaltene Wandmalereien die Krönung eines Herrschers (vielleicht Dēwāštič selbst) zum König von Sogdien zeigen.